# Wilhelm Conrady

Wilhelm Conrady

Wilhelm Conrady, mit vollständigem Namen Wilhelm Heinrich Bernhard Conrady, (* 25. Juli 1829 in Rüdesheim am Rhein; † 1. Dezember 1903) war ein deutscher Jurist und Privatgelehrter sowie als Autodidakt Provinzialrömischer Archäologe. 
Er wurde als zweiter Sohn des Friedrich Heinrich Ludwig Conrady (1794–1832), zuletzt Rezepturbeamter und Rat zu Rüdesheim, geboren und hatte sieben Geschwister. Seine Mutter, Luise Habel, war die Tochter des herzoglich nassauischer Hofkammerrat Christian Friedrich Habel (1747–1814), der zu den Initiatoren des 1812 gegründeten Verein für Nassauische Altertumskunde und Geschichtsforschung gehörte. 
Conrady besuchte die Schule in Idstein und machte 1848 in Wiesbaden das Abitur. Anschließend studierte er Jura an den Universitäten Gießen und Heidelberg. 1852 absolvierte er das nassauische Staatsexamen. In den folgenden Jahren war er in Idstein, Wehen, Hochheim und Wiesbaden tätig. 1865 wurde er Kreisrichter in Rüdesheim.
Im Jahre 1867 erbte er von seinem Onkel Friedrich Gustav Habel die oberhalb von Miltenberg gelegene Mildenburg nebst der umfangreichen Altertumssammlung sowie ein beträchtliches Vermögen, das ihn finanziell unabhängig machte. Dadurch konnte er sich der Sammlung und altertumswissenschaftlichen Studien widmen. An der Burg veranlasste er umfangreiche Instandsetzungsarbeiten. Eigene provinzialrömische Forschungen unternahm er jedoch erst 1875 mit der Untersuchung des Altstadtkastells in Miltenberg. 1879 entdeckte er die Limesstrecke vom Kastell Walldürn zum Main, in den 1880er Jahren den Mainlimes mit den Kastellen Stockstadt, Niedernberg, Obernburg, Wörth und Trennfurt. 1890 konzipierte er die Aufgaben des Landes Bayern bei der zu gründenden Reichs-Limeskommission (RLK) und wurde 1892 zu einem ihrer Streckenkommissare ernannt.
Wilhelm Conrady starb kinderlos, die umfangreiche Sammlung auf der Mildenburg wurde von seinen Erben veräußert. Sein Neffe August Conrady, ein bekannter Sinologe in Leipzig, kaufte nach dem Tod von Wilhelm Conrady einen Teil der Burg Miltenberg, um seine Kunst-Sammlung auszustellen.

## Schriften (Auswahl)
- Das Kastell Niedernberg. In: Der obergermanisch-raetische Limes des Roemerreiches, (Hrsg.: Ernst Fabricius, Felix Hettner, Oscar von Sarwey), Abt. B, Bd. 3, Petters, Heidelberg 1896
- Das Kastell Wörth. In: Der obergermanisch-raetische Limes des Roemerreiches, (Hrsg.: Ernst Fabricius, Felix Hettner, Oscar von Sarwey), Abt. B, Bd. 3, Petters, Heidelberg 1900
- Das Kastell Obernburg. In: Der obergermanisch-raetische Limes des Roemerreiches, (Hrsg.: Ernst Fabricius, Felix Hettner, Oscar von Sarwey), Abt. B, Bd. 3, Petters, Heidelberg 1903
- Das Kastell Alteburg bei Walldürn. In: Der obergermanisch-raetische Limes des Roemerreiches, (Hrsg.: Ernst Fabricius, Felix Hettner, Oscar von Sarwey), Abt. B, Bd. 4, Petters, Heidelberg 1904
- Das Kastell Trennfurt. In: Der obergermanisch-raetische Limes des Roemerreiches, (Hrsg.: Ernst Fabricius, Felix Hettner, Oscar von Sarwey), Abt. B, Bd. 3, Petters, Heidelberg 1913